# Carmen Würth

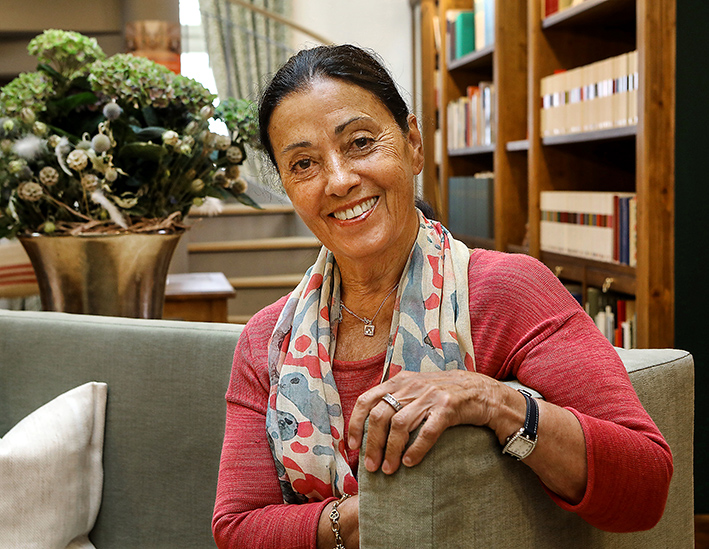
Carmen Würth (2017)

Carmen Würth (* 18. Juli 1937 in Pforzheim als Carmen Linhardt) ist eine deutsche Unternehmer-Gattin und Stifterin. Sie engagiert sich für die gesellschaftliche Integration von Menschen mit Beeinträchtigungen.

## Leben und Wirken
Carmen Würth wuchs in Friedrichshafen und in Oberessendorf auf. Nach der Volksschule besuchte sie die Handelsschule und arbeitete später als Chefsekretärin bei der ZF Friedrichshafen. Sie ist seit 1956 mit dem Unternehmer Reinhold Würth verheiratet und lebt seitdem in Künzelsau. Sie hat die drei Kinder Marion (* 1958), Bettina (* 1961) und Markus (* 1965).
1987 gründete sie gemeinsam mit ihrem Mann die Stiftung Würth mit Kapital der Würth-Gruppe (17,1 Milliarden Euro Umsatz), die sich u. a. der Förderung von Kunst und Kultur, Forschung und Wissenschaft widmet. Auf Carmen Würths Betreiben wurde 2012 die mit Renée Lampe besetzte Markus Würth Stiftungsprofessur für Kinderneuroorthopädie und Cerebralparese (frühkindliche Hirnschädigungen) am Klinikum rechts der Isar der Technischen Universität München eingerichtet. 2003 eröffnete nach Carmen Würths Konzeption das integrative Hotel-Restaurant Anne-Sophie in Künzelsau, in dem Mitarbeiter mit und ohne Behinderung zusammenarbeiten. Das Haus wurde als „Ausgewählter Ort 2007“ im Land der Ideen ausgezeichnet. 2008 gründete Würth eine Stiftung für die Behinderten-Lebensgemeinschaft Sassen in Hessen, wo ihr Sohn bis 2015 lebte. Seit 2008 engagiert sie sich z. B. für das Gemeindezentrum iThemba Labantu in einem Township vor Kapstadt, seit 2009 für ein Heim für behinderte Kinder in Kirgisistan. Weiter unterstützt sie die Andreas-Fröhlich-Schule Krautheim, und rief das Musikfest der Stiftung Würth – Das Festival der besonderen Art ins Leben, bei dem Musikgruppen mit Förderbedarf auftreten. Zudem war Carmen Würth bis 2011 im Präsidium von Special Olympics Deutschland. Sie ist Namensgeberin des „Carmen Würth Forums“ einem Konferenz- und Kulturzentrum auf dem Firmengelände, im Rahmen der Eröffnung des Forums 2017 wurde eine Edelrose anlässlich Carmen Würths 80. Geburtstags nach ihr benannt.

## Auszeichnungen
- 2003: Ehrenbürgerwürde der Stadt Künzelsau (mit Reinhold Würth)[10]
- 2007: Auszeichnung Hotel-Restaurant Anne-Sophie: „Ausgewählter Ort 2007“ im Land der Ideen[11]
- 2012: Ehrenvorsitzende des Vereins Europäische Gesellschaft Diaphania, Heilbronn[12]
- 2012: Goldene Ehrenmedaille des Hohenlohekreises[13]
- 2012: James-Simon-Preis (mit Reinhold Würth)[14]
- 2013: Ehrenmitglied von Special Olympics Baden-Württemberg
- 2014: Bundesverdienstkreuz am Bande[15]
- 2015: Warsteiner Preises für das Lebenswerk[16]
- 2017: Verdienstorden des Landes Baden-Württemberg[17]
- 2017: Dr.-Carl-Linder-Preis[18]
- 2017: Ehrenbürgerwürde Technische Universität München[19]
- 2019: UN Global Recognition Award[20]
- 2019: Deutscher Kulturförderpreis 2019 in der Kategorie „Große Unternehmen“[21]